# 和田俊也
和田 俊也 (わだ としや) は、日本で活動する男性音響効果技師。スワラ・プロ所属。

## 作品

### テレビアニメ
- 青い文学シリーズ（NTV）
- ARIAシリーズ（『NATURAL』を除く）（TX）
- Venus Versus Virus（TBS）※今野康之と共同担当
- うみものがたり 〜あなたがいてくれたコト〜（CBC-JNN）
- えむえむっ!（UHF）
- 怪物王女（OAD版）
- Gift 〜ギフト〜 eternal rainbow（MX）
- GIANT KILLING （NHK）
- 素敵探偵ラビリンス（TX）
- セイント・ビースト 〜光陰叙事詩天使譚〜（UHF）
- ゾイドジェネシス（TX）
- 銀色のオリンシス（ABC・NBN-UHF）
- 絶対可憐チルドレン（TX）
- 爆丸 バトルブローラーズ ニューヴェストロイア（TX）※今野康之と共同担当
- ドージンワーク（UHF）
- 貧乏姉妹物語（EX）
- メイプルストーリー（TX）
- メタルファイト ベイブレードシリーズ（TX）
- 魍魎の匣（NTV）
- 戦国乙女〜桃色パラドックス〜（TX）
- ミラクル☆トレイン〜大江戸線へようこそ〜（TX）
- うたの☆プリンスさまっ♪シリーズ（UHF）
- ラブゲッCHU 〜ミラクル声優白書〜（TX）
- リングにかけろシリーズ（EX）
- まよチキ!（TBS）
- たまゆらシリーズ
  - たまゆら〜hitotose〜（AT-X）
  - たまゆら〜もあぐれっしぶ〜（AT-X）
- BRAVE10 (UHF)
- 宇宙兄弟（ytv-NNS）
- 這いよれ! ニャル子さんシリーズ（TX）
- クイーンズブレイド リベリオン（UHF）
- 貧乏神が!（TX）
- お兄ちゃんだけど愛さえあれば関係ないよねっ（UHF）
- LINE TOWN（TX）※八十正太と共同担当
- おしりかじり虫（NHK）
- 犬とハサミは使いよう (UHF)
- BROTHERS CONFLICT (UHF)
- ビーストサーガ（TX）
- 最近、妹のようすがちょっとおかしいんだが。（UHF）
- ディーふらぐ!（TX）
- お姉ちゃんが来た（UHF）
- ご注文はうさぎですか?シリーズ（UHF）
- ブレイドアンドソウル（TBS）
- 黒執事 Book of Circus（MBS-JNN）
- 幕末Rock（UHF）
- DRAMAtical Murder（TX）
- HUNTER×HUNTER（日テレ版）（NTV）
- 異能バトルは日常系のなかで（TX）
- 魔弾の王と戦姫（UHF）
- ギガントシューター つかさ（NHK）
- 四月は君の嘘（CX）
- 寄生獣 セイの格率（NTV）
- 魔法少女リリカルなのはViVid（UHF）
- ミカグラ学園組曲（UHF）
- 境界のRINNE（NHK）
- がっこうぐらし!（UHF）
- トライブクルクル（NBN-ANN）
- ワンパンマン（TX）
- ブレイブビーツ（NBN-ANN）
- 灰と幻想のグリムガル（UHF）
- 虹色デイズ（UHF）
- ReLIFE（UHF）
- 一人之下 the outcast（UHF）
- カードファイト!! ヴァンガードGシリーズ（TX）
- 灼熱の卓球娘（TX）
- Occultic;Nine -オカルティック・ナイン-（ABC-UHF）
- ろんぐらいだぁす!（UHF）
- あおおに〜じ・あにめぇしょん〜（TX）
- 亜人ちゃんは語りたい（UHF）
- ベイブレードバーストシリーズ
  - ベイブレードバースト（TX）
  - ベイブレードバースト 神（TX）
  - ベイブレードバースト 超ゼツ（TX）
- ゾイドワイルドシリーズ
  - ゾイドワイルド（MBS-JNN）
  - ゾイドワイルドZERO（TX）
- クズの本懐（CX）
- ひなろじ〜from Luck & Logic〜（UHF）
- 妖怪学園Y 〜Nとの遭遇〜（TX）
- グレンダイザーU（TX）※宅間麻姫と共同担当
- 俺は全てを【パリイ】する 〜逆勘違いの世界最強は冒険者になりたい〜（MX）
- 天久鷹央の推理カルテ（MX）[1]
- 花は咲く、修羅の如く（NTV）
- 男女の友情は成立する?（いや、しないっ!!）（MX）
- 水属性の魔法使い（TBS）
- うたごえはミルフィーユ（MX）

### OVA
- OVA ToHeart2 ※第3話担当
- ToHeart2 adplus ※第1話担当
- ToHeart2 adnext ※第1話担当
- たまゆら
- たまゆら〜卒業写真〜
- 華ヤカ哉、我ガ一族 キネトグラフ
- みのりスクランブル!

### Webアニメ
- めぐみ
- ベイブレードバーストシリーズ
  - ベイブレードバースト GT
  - ベイブレードバースト 超王
  - ベイブレードバースト DB
- ゾンミちゃん

### アニメ映画
- スレイヤーズぷれみあむ ※今野康之と共同担当